# Onze d'Or
Onze d'Or este un premiu acordat în fotbal de către revista franceză Onze Mondial la finalul fiecărui an din 1976. Cititorii aleg la finalul fiecărui an Onze de Onze ("11 Onze", o echipă ideală a sezonului), iar pe lângă cei 11 îi aleg pe cei trei mai buni, care primesc Onze d'Or , Onze d'Argent și Onze de Bronze. 
Orice jucător dintr-o ligă europeană este eligibil pentru premiu.
Din 1991 se alege și Antrenorul Anului, iar la a 20-a aniversare în 1995 a fost ales un Super Onze d'Or pe lângă câștigătorii Onze d'Or.
Lionel Messi (Barcelona) a câștigat Onze d'Or în 2009.

## Onzes d'or, d'argent, de bronze
| Anul | Onze d'or                 | Onze d'argent         | Onze de bronze         |
| ---- | ------------------------- | --------------------- | ---------------------- |
| 1976 | Robert Rensenbrink        | Kevin Keegan          | Dominique Rocheteau    |
| 1977 | Kevin Keegan              | Michel Platini        | Allan Simonsen         |
| 1978 | Mario Kempes              | Johann Krankl         | Robert Rensenbrink     |
| 1979 | Kevin Keegan (2)          | Trevor Francis        | Robert Rensenbrink (2) |
| 1980 | Karl-Heinz Rummenigge     | Kevin Keegan (2)      | Horst Hrubesch         |
| 1981 | Karl-Heinz Rummenigge (2) | Paul Breitner         | Jan Ceulemans          |
| 1982 | Paolo Rossi               | Alain Giresse         | Falcão                 |
| 1983 | Michel Platini            | Falcão                | Karl-Heinz Rummenigge  |
| 1984 | Michel Platini (2)        | Jean Tigana           | Preben Elkjær Larsen   |
| 1985 | Michel Platini (3)        | Preben Elkjær Larsen  | Diego Maradona         |
| 1986 | Diego Maradona            | Manuel Amoros         | Gary Lineker           |
| 1987 | Diego Maradona (2)        | Marco van Basten      | Jean Tigana            |
| 1988 | Marco van Basten          | Ruud Gullit           | Diego Maradona (2)     |
| 1989 | Marco van Basten (2)      | Ruud Gullit (2)       | Jean-Pierre Papin      |
| 1990 | Lothar Matthäus           | Salvatore Schillaci   | Jean-Pierre Papin (2)  |
| 1991 | Jean-Pierre Papin         | Chris Waddle          | Lothar Matthäus        |
| 1992 | Hristo Stoitchkov         | Marco van Basten      | Jean-Pierre Papin (3)  |
| 1993 | Roberto Baggio            | Alen Bokšić           | Romário                |
| 1994 | Romário                   | Hristo Stoitchkov     | Roberto Baggio         |
| 1995 | George Weah               | Roberto Baggio        | Paolo Maldini          |
| 1996 | Éric Cantona              | George Weah           | Matthias Sammer        |
| 1997 | Ronaldo                   | Zinedine Zidane       | Marco Simone           |
| 1998 | Zinedine Zidane           | Fabien Barthez        | Emmanuel Petit         |
| 1999 | Rivaldo                   | David Beckham         | Zinedine Zidane        |
| 2000 | Zinedine Zidane (2)       | Luís Figo             | Thierry Henry          |
| 2001 | Zinedine Zidane (3)       | Michael Owen          | Robert Pires           |
| 2002 | Ronaldo (2)               | Zinedine Zidane (2)   | Ronaldinho             |
| 2003 | Thierry Henry             | Zinedine Zidane (3)   | David Beckham          |
| 2004 | Didier Drogba             | Thierry Henry         | Ronaldinho (2)         |
| 2005 | Ronaldinho                | Steven Gerrard        | Thierry Henry (2)      |
| 2006 | Thierry Henry (2)         | Ronaldinho            | Franck Ribéry          |
| 2007 | Kaká                      | Cristiano Ronaldo     | Didier Drogba          |
| 2008 | Cristiano Ronaldo         | Lionel Messi          | Franck Ribéry (2)      |
| 2009 | Lionel Messi              | Cristiano Ronaldo (2) | Andrés Iniesta         |
| 2011 | Lionel Messi (2)          | Cristiano Ronaldo (3) | Xavi Hernández         |

#### Câștigători după țară
Tabel al câștigătorilor după naționalitatea lor (nu a clubului). 
|    | Țara             | Locul întâi                                                     | Locul doi | Locul trei |
| -- | ---------------- | --------------------------------------------------------------- | --------- | ---------- |
| 1  | Franța           | 10 (1983, 1984, 1985, 1991, 1996, 1998, 2000, 2001, 2003, 2006) | 9         | 10         |
| 2  | Brazilia         | 6 (1994, 1997, 1999, 2002, 2005, 2007)                          | 2         | 4          |
| 3  | Argentina        | 5 (1978, 1986, 1987, 2009, 2010, 2011)                          | 1         | 2          |
| 4  | Țările de Jos    | 3 (1976, 1988, 1989)                                            | 3         | 2          |
| 5  | Germania         | 3 (1980, 1981, 1990)                                            | 1         | 2          |
| 6  | Anglia           | 2 (1977, 1979)                                                  | 7         | 1          |
| 7  | Italia           | 2 (1982, 1993)                                                  | 2         | 3          |
| 8  | Portugalia       | 1 (2008)                                                        | 4         | 0          |
| 9  | Bulgaria         | 1 (1992)                                                        | 1         | 0          |
| 9  | Liberia          | 1 (1995)                                                        | 1         | 0          |
| 10 | Coasta de Fildeș | 1 (2004)                                                        | 0         | 1          |

### Câștigători după jucători
Tabel al câștigătorilor ordonat după numărul de victorii. 
| Jucător           | Onze d'Or | Onze d'Argent | Onze de Bronze | Total |
| ----------------- | --------- | ------------- | -------------- | ----- |
| Zidane            | 3         | 3             | 1              | 7     |
| Messi             | 3         | 1             | 1              | 5     |
| Platini           | 3         | 1             | 0              | 4     |
| Keegan            | 2         | 2             | 0              | 4     |
| Henry             | 2         | 1             | 2              | 5     |
| Van Basten        | 2         | 1             | 0              | 3     |
| Ronaldo           | 2         | 1             | 0              | 3     |
| Maradona          | 2         | 0             | 2              | 4     |
| Cristiano Ronaldo | 1         | 3             | 0              | 4     |

## Antrenorul Anului
| Anul | Antrenor         | Club              |
| ---- | ---------------- | ----------------- |
| 1991 | Raymond Goethals | Marseille         |
| 1992 | Johan Cruyff     | Barcelona         |
| 1993 | Raymond Goethals | Marseille         |
| 1994 | Johan Cruyff     | Barcelona         |
| 1995 | Louis van Gaal   | Ajax              |
| 1996 | Guy Roux         | Auxerre           |
| 1997 | Marcello Lippi   | Juventus          |
| 1998 | Aimé Jacquet     | Franța            |
| 1999 | Alex Ferguson    | Manchester United |
| 2000 | Arsène Wenger    | Arsenal           |
| 2001 | Gérard Houllier  | Liverpool         |
| 2002 | Arsène Wenger    | Arsenal           |
| 2003 | Arsène Wenger    | Arsenal           |
| 2004 | Arsène Wenger    | Arsenal           |
| 2005 | José Mourinho    | Chelsea           |
| 2006 | Frank Rijkaard   | Barcelona         |
| 2007 | Alex Ferguson    | Manchester United |
| 2008 | Alex Ferguson    | Manchester United |
| 2009 | Josep Guardiola  | Barcelona         |
| 2010 | Jose Mourinho    | Internazionale    |
| 2011 | Josep Guardiola  | Barcelona         |